# Lorenzo Trincheri (ultramaratoneta)
Lorenzo Trincheri (Imperia, 2 maggio 1970) è un ultramaratoneta italiano.

## Biografia
Vincitore di numerosi ultratrail, vanta un personale sulla maratona di 2h32'30" ottenuto a Busseto nel 2007. Partecipa tre volte alla Marathon des Sables, piazzandosi 8º nell'edizione 2008, 6º nell'edizione 2009 e 5º nell'edizione 2012, dove insieme a Marco Olmo e Antonio Filippo Salaris vince il titolo a squadre della manifestazione.
Il 14 giugno 2014 si aggiudica per la terza volta consecutiva la SuperMaratona dell'Etna.
Il 3 agosto 2014 si aggiudica la Subida Granada - Pico Veleta, corsa di 50 km in salita con arrivo a 3.390 metri di quota in Sierra Nevada, Spagna.